# Dielheim
Dielheim – miejscowość i gmina w Niemczech, w kraju związkowym Badenia-Wirtembergia, w rejencji Karlsruhe, w regionie Rhein-Neckar, w powiecie Rhein-Neckar-Kreis, wchodzi w skład wspólnoty administracyjnej Wiesloch. Leży ok. 15 km na południe od Heidelbergu, przy autostradzie A6.